# Filipe de Botton
Filipe Maurício de Botton GOM • GCME • GCIH (Lisboa, 5 de Maio de 1958) é um empresário português.

## Biografia
Filho de Marcel de Botton, Comendador da Ordem do Mérito Empresarial Classe Industrial a 22 de Fevereiro de 1994 e Comendador da Ordem do Infante D. Henrique a 5 de Janeiro de 2005, e de sua mulher Huguette, judeus sefarditas portugueses mas franceses de origem.
Licenciou-se em Administração e Gestão de Empresas pela Universidade Católica Portuguesa. Entre 1981 e 1992 foi representante em Portugal dos Bancos: Crédit du Nord (França), Banc de Sabadell (Espanha), Banque Bruxelles Lambert (Bélgica) e Bayerische Hypotheken und Weschell Bank (Alemanha).
Entre 1985 e 1990 foi accionista fundador da Interfinança, um banco privado vendido ao Millenium BCP, e de 1990/91 foi accionista fundador da Fonsecas & Burnay, Sociedade Gestora de Patrimónios, hoje integrada no Grupo BPI.
É CEO da LogoPlaste e seu sócio fundador. A LogoPlaste, fundada em 1976, é a terceira maior empresa europeia produtora de embalagens de plástico rígido com 49 fábricas a operar no sistema hole-in-wall em doze países na Europa, América do Norte, Ásia e Brasil. Igualmente com actividade turístico-hoteleira e de produção de vinhos.
Foi Administrador da REN até 21 de Abril de 2014, tendo saído alegando "razões éticas".
É Membro da Direção e Presidente do Júri da COTEC Portugal.
Em conjunto com Carlos Sousa, Francisco Romeiras, José Manuel Fernandes, Luís Amaral e Luís Filipe Gaspar, entre outros, foi um dos amigos, colegas ou clientes de José Megre que o acompanhou nas vezes em que, estando acompanhado, organizou e participou em inúmeras expedições para viaturas 4X4 com extensões que variaram entre 10 e 25.000 quilómetros. De notar que as viagens de José Megre não eram feitas unicamente para conseguir o carimbo no passaporte. A sua norma era fazer vários quilómetros de modo a conhecer o melhor possível os países por onde passou, tendo percorrido cerca de um milhão de quilómetros em automóvel fora de Portugal, só ou acompanhado.
A 21 de Junho de 2011 recebeu o Prémio Carreira da Universidade Católica Portuguesa em conjunto com o empresário Alexandre Relvas.

## Condecorações
- Grande-Oficial da Ordem do Mérito de Portugal (17 de janeiro de 2006)
- Grã-Cruz da Ordem do Mérito Empresarial - Classe Industrial - de Portugal (30 de abril de 2014)
- Grã-Cruz da Ordem do Infante D. Henrique de Portugal (3 de junho de 2025)[4]